# Санкт-Петербургский городской суд
Санкт-Петербургский городской суд (бывший Санкт-Петербургский надворный суд, Санкт-Петербургский окружной суд, Ленинградский городской суд) — федеральный суд общей юрисдикции, действующий в городе Санкт-Петербурге.

## История
Идея организации надворных судов возникла у руководства страны в 1718 году. Эта идея складывалась в русле намерения Петра I создать в России иерархию невиданных прежде специализированных судебных инстанций. За образец в данном случае, как известно, было избрано судоустройство Швеции.
Санкт-Петербургский гофгерихт (надворный суд) был учрежден именным указом Петра I от 8 (19) января 1719 года в качестве органа апелляционной и первой инстанции. Именным указом от 24 февраля 1727 года гофгерихт был упразднен.
Ленинградский городской суд образован в декабре 1939 года путём выделения из Ленинградского областного суда. В январе 1941 года его первым председателем был избран Константин Павлович Булдаков. Во время блокады Ленинграда работал на казарменном положении (сами судьи жили в здании суда на набережной реки Фонтанки), с 4 декабря 1941 года по 22 января 1944 года работал в режиме военного трибунала и подчинялся Военному трибуналу Ленинградского фронта. В практике суда военных лет были дела об убийствах с целью завладения продуктовыми карточками, каннибализме, хищению продовольствия, дезертирству, в конце войны — дела о взяточничестве, а также суды над пленными немцами, причастными к карательным операциям на оккупированных территориях.

## Здание
Монументальное здание Санкт-Петербургского Окружного суда, украшенное рельефами и скульптурой, было заложено на Литейном пр., 4 в 1771 г. и завершено несколько лет спустя. Автором его часто называли знаменитого В. И. Баженова, хотя, судя по документам, оно строилось по проекту малоизвестного зодчего И. Дитрихштейна. Несмотря на переделки, здание сохраняло свой первоначальный облик. Сильно пострадав в Февральскую революцию от пожара, в начале 1930-х гг. уступило место административному зданию в духе конструктивизма.
Ленинградский городской суд с 1918 до августа 2012 года находился в старинном здании на набережной реки Фонтанки, 16 (особняк графа Остермана).
В 2012 году переехал в специально сооружённое новое здание.

## Строительство
До марта 2013 года городской суд располагался в исторических зданиях на набережной Фонтанки и на Галерной улице, которые, как выяснилось, не были приспособлены для деятельности этого учреждения.
Были построены главный, административный и архивный корпуса. Комплекс состоит из четырёх 5—8-этажных зданий, в которых устроены 40 залов для рассмотрения уголовных дел и 15 залов — для гражданских.
По сведениям на 12 мая 2008 года, общая площадь 55 887 м², по сведениям на 30 мая 2008 года — 63 000 м².
Строительство здания обошлось в 3,5 млрд рублей, которые были выделены из федерального бюджета.
Новое здание городского суда планировалось построить к 2011 году; подрядчиком строительства является компания «Спецстрой России».
Торжественная закладка здания городского суда состоялась в конце мая 2008 года. На церемонии присутствовали Председатель Верховного суда РФ Вячеслав Лебедев и губернатор Санкт-Петербурга Валентина Матвиенко.
Переезд суда несколько раз переносился по разным причинам.
С марта 2013 года Санкт-Петербургский городской суд осуществляет свою деятельность в новом здании в полном объёме.

## Председатели
Председатели Санкт-Петербургского окружного суда (Ленинградский окружной/городской суд, Санкт-Петербургский городской суд).
- Кудрин, Сергей Владимирович — 1906—1914
- Булдаков, Константин Павлович — 1941—1950
- Чепелкин, Михаил Андреевич — 1950—1952
- Ерёменко, Григорий Илларионович — 1952—1958
- Соловьёв, Сергей Ефимович — 1958—1963
- Ермаков, Николай Александрович — 1963—1981
- Полудняков, Владимир Иванович — 1981—2003
- Епифанова, Валентина Николаевна — и. о. (2003-2006), председатель (2006-2018)
- Лаков, Алексей Вадимович - с 2018 г.